# Минэгиси, Минами
Мина́ми Минэ́гиси (яп. 峯岸 みなみ Минэгиси Минами, род. 15 ноября 1992 года в Токио, Япония) — японская певица и актриса. Она была участницей японской идол-группы AKB48 и её подразделения no3b. Она известна тем, что занимала самый длительный пост из первоначальных участниц группы с 2005 по 2022 год.

## Биография
В марте 2002 года, будучи ученицей начальной школы, приняла участие в прослушивании в Hello! Project Kids, но потерпела неудачу.
30 октября 2005 года успешно прошла прослушивание в AKB48. (Приняты 24 девушки из 7924 аппликанток.)
25 октября 2006 года дебютировала на мэйджоре в составе AKB48 с синглом «Aitakatta».
3 июля 2007 года заключила контракт с букинг-агентством Ogi.
В сентябре 2008 года был анонсирован её дебют вместе с Минами Такахаси и Харуной Кодзимой в составе группы No Sleeves.
10 октября 2008 года на TV Tokyo начался показ сериала «Mendol: ikemen idol», в котором Харуна Кодзима, Минами Такахаси и Минами Минэгиси играли мальчиков.
11 ноября 2008 года No Sleeves выпустили 1-й сингл «Relax!» (яп.).
В июне—июле 2009 года заняла 16 место в отборе участниц 13-го сингле AKB48 и вошла в основной состав.
В мае—июне 2010 года заняла 14 место в отборе для участия в 17-м сингле AKB48, набрав 9692 голоса, и вошла в основной состав.
21 сентября 2010 года вылетела во втором раунде отборочного турнира к 19-му синглу AKB48 по игре «камень, ножницы, бумага».
31 января 2013 года еженедельный таблоид Shukan Bunshun опубликовал репортаж, утверждавший, что Минами Минэгиси, на тот момент участница Команды Б и одна из последних четырёх остающихся в группе участниц первого поколения, провела ночь в квартире 19-летнего участника бойз бэнда Generations. В тот же день официальный блог AKB48 сообщил, что Минэгиси будет разжалована в стажёрки с 1 февраля, а на официальный канал группы на YouTube было выложено её видеообращение, в котором Минэгиси просила прощения у фанатов за своё необдуманное поведение и выражала надежду, что Ясуси Акимото и менеджмент группы оставят её в AKB48, где у неё много друзей, с которыми она выросла. Внешность Минами в видео была шокирующей: её волосы были коротко подстрижены и напоминали армейскую стрижку. Как позже объяснила Минами, она постригла волосы в состоянии шока после прочтения статьи, когда не могла успокоиться.

## Личная жизнь
16 августа 2022 года Минэгиси объявила о своем браке с лидером группы Tokai On Air Тэцуей.

## Дискография
AKB48
1. Sakura no Hanabiratachi (яп. 桜の花びらたち)
2. Skirt, Hirari (яп. スカート、ひらり)

1. Aitakatta (яп. 会いたかった)
2. Seifuku ga Jama wo Suru (яп. 制服が邪魔をする)
3. Keibetsu Shiteita Aijou (яп. 軽蔑していた愛情)
4. BINGO!
5. Boku no Taiyou (яп. 僕の太陽)
6. Yuuhi wo Miteiru ka? (яп. 夕陽を見ているか？)
7. Romance, Irane (яп. ロマンス、イラネ)
8. Sakura no Hanabiratachi 2008 (яп. 桜の花びらたち2008)
9. Baby! Baby! Baby!
10. Oogoe Diamond (яп. 大声ダイヤモンド)
11. 10nen Zakura (яп. 10年桜)
12. Namida Surprise! (яп. 涙サプライズ！)
13. Iiwake Maybe (яп. 言い訳Maybe)
14. RIVER
15. Sakura no Shiori (яп. 桜の栞)
  - Choose me! — Team YJ
16. Ponytail to Chouchou (яп. ポニーテールとシュシュ)
  - Majijo Teppen Blues (яп. マジジョテッペンブルース)
17. Heavy Rotation (яп. ヘビーローテーション)
  - Lucky Seven (яп. ラッキーセブン)
  - Yasai Sisters (яп. 野菜シスターズ) — Yasai Sisters
18. Beginner
19. на сингле Chance no Junban (яп. チャンスの順番)
  - Yoyaku shita Christmas (яп. 予約したクリスマス)
  - ALIVE — Team K
20. Sakura no Ki ni Narou (яп. 桜の木になろう)

- Korekara Wonderland
- Yankee Soul

22. Flying Get (яп. フライングゲット?)
- Seishun to Kizukanai Mama
- Yasai Uranai

23. Kaze wa Fuiteiru (яп. 風は吹いている?)
24. Ue Kara Mariko (яп. 上からマリコ?)
- Noel no Yoru
- Zero-Sum Taiyou

25. GIVE ME FIVE!
26. Manatsu no Sounds Good! (яп. 真夏のSounds good !?)
27. Gingham Check (яп. ギンガムチェック?) 
- Yume no Kawa (夢の河)

28. UZA 
- Seigi no Mikata ja Nai Hero (正義の味方じゃないヒーロー)

29. So long!
30. Heart Ereki (ハート・エレキ)
31. Mae Shika Mukanee (前しか向かねえ)
32. Labrador Retriever (ラブラドール・レトリバー)
- Kyou Made no Melody (今日までのメロディー)
- Heart no Dasshutsu Game (ハートの脱出ゲーム) / Minegishi Team 4

no3b
- Relax!
- Tane (タネ)
- Kiss no Ryuusei (キスの流星)
- Lie
- Kimi Shika (君しか)
- Answer
- Kuchibiru Furezu... (唇 触れず・・・)
- Pedicure day (ペディキュアday)
- Kirigirisu Jin (キリギルス人)

## Фильмография

### Фильмы
| Год  |   | Русское название   | Оригинальное название | Роль                                    |
| ---- | - | ------------------ | --- | --------------------------------------- |
| 2007 | ф |                    | Ashita no Watashi no Tsukurikata |                                         |
| 2007 | ф | Суицидальная песня | Densen Uta (яп. 伝染歌 Дэнсэн ута) | Руми Иноэ (яп. )                        |
| 2008 | с |                    | Guren Onna | Эп. 5, 8 февраля 2008 г.                |
| 2008 | с |                    | Mendol (яп. メン☆ドル) (10 октября 2008—) |                                         |
| 2010 | с |                    | Majisuka Gakuen (яп. マジすか学園) | Эп. 5, 12, январь—март 2010 г.          |
| 2011 | ф |                    | Мосидора (яп. もし高校野球の女子マネージャーがドラッカーの『マネジメント』を読んだら Моси ко:ко: якю: но дзёси манэ:дзя: га Доракка: но «Манэдзимэнто» о ёндара», Что если бы девочка-менеджер школьной бейсбольной команды прочла «Менеджмент» Друкера?) | Аяно Ходзё (яп. 北条 文乃 Хо:дзё: Аяно) |

Минами Минэгиси является прообразом Минами Кавасимы, главной героини книги Нацуми Ивасаки «Мосидора», на которой основаны одноимённые манга, аниме и кинофильм. Сама же Минами снялась в фильме «Мосидора» только в роли второго плана, поскольку на главную роль, как имеющая больше актёрского опыта, была выбрана её подруга по группе AKB48 Ацуко Маэда.